# Hamer Hill
Hamer Hill är en kulle i Antarktis. Den ligger i Västantarktis. Argentina, Chile och Storbritannien gör anspråk på området. Toppen på Hamer Hill är 512 meter över havet, eller 15 meter över den omgivande terrängen. Bredden vid basen är 0,64 km.
Terrängen runt Hamer Hill är kuperad västerut, men åt sydost är den platt. Havet är nära Hamer Hill österut. Trakten är obefolkad. Det finns inga samhällen i närheten. 